# Monfortinho
Monfortinho é uma povoação portuguesa que foi sede da extinta Freguesia de Monfortinho do Município de Idanha-a-Nova, na antiga província da Beira Baixa, região do Centro (Região das Beiras) e sub-região da Beira Interior Sul, freguesia que tinha 53,18 km² de área e 536 habitantes (2011), e, por isso, uma densidade populacional de 10,1 hab./km².
A Freguesia de Monfortinho foi extinta em 2013, no âmbito de uma reforma administrativa nacional, para, em conjunto com a Freguesia de Salvaterra do Extremo, formar uma nova freguesia denominada União das Freguesias de Monfortinho e Salvaterra do Extremo da qual é a sede.
Pertenceu ao extinto concelho de Salvaterra do Extremo antes de passar para o de Idanha-a-Nova.[carece de fontes?]
Freguesia bastante antiga, integrava três lugares: as aldeias de Monfortinho, Torre e Termas de Monfortinho, destacando-se esta última como atração turística devido às águas provenientes da Serra de Penha Garcia, aconselhadas para fígado e vias biliares, intestinos, pele e aparelho locomotor, assim como pelas ofertas de restauração, hotelaria e artesanato.
Localiza-se na fronteira estando separada de Espanha apenas pelo rio Erges, primeiro afluente do rio Tejo à entrada em Portugal. Nas proximidades do Erges localiza-se a Herdade do Clube de Tiro de Monfortinho, com um parque turístico aberto à população.
Antes das guerras da Restauração, Monfortinho tinha importância social, mas depois de 1640 foi praticamente destruída pelos espanhóis.

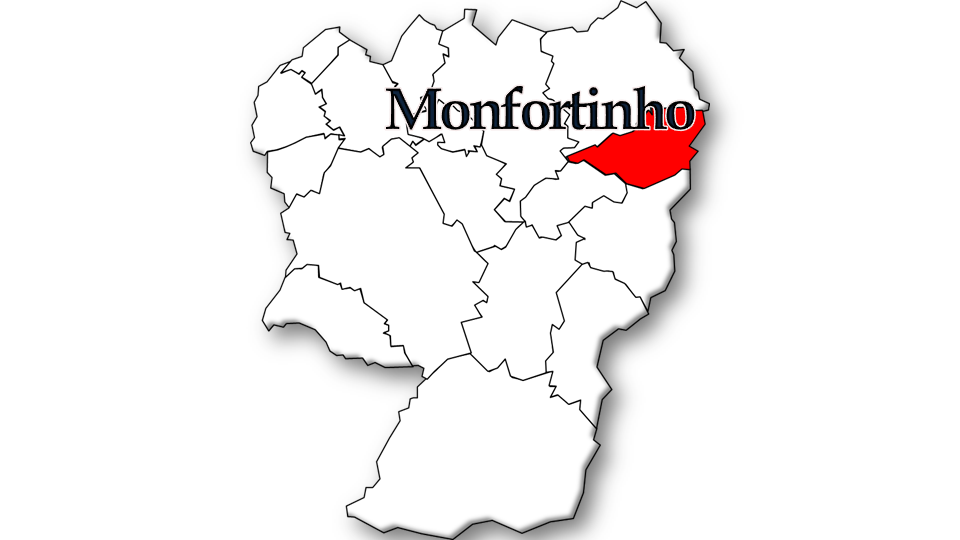
Localização no Município de Idanha-a-Nova

## População
| 1960  | 1970 | 1981 | 1991 | 2001 | 2011 |
| 1 345 | 936  | 885  | 756  | 608  | 536  |

Criada pelo decreto nº 40.163, de 16/05/1955, com lugares da freguesia de Salvaterra do Extremo (Fonte: INE).

## Património
- Igreja (matriz) de Nossa Senhora da Consolação
- Pelourinhos de Monfortinho e da Torre
- Cruzeiro da Torre
- Hotel da Fonte Santa
- Vestígios arqueológicos e antigas minas de Monfortinho
- Castro do Picoto de Monfortinho
- Termas de Monfortinho
- Herdade do Clube de Tiro de Monfortinho

## Colectividades
- Associação de Caça e Pesca “Beira Erges”
- Clube de Pesca e Tiro de Monfortinho
- Associação de Nossa Senhora da Consolação
- Associação de Festas de Monfortinho